# 江越町
江越町（えごしちょう）は、愛知県名古屋市昭和区の地名。

## 歴史

### 沿革
- 1931年（昭和6年）4月1日 - 中区御器所町・熱田東町の各一部により、同区江越町が成立[3]。
- 1937年（昭和12年）10月1日 - 昭和区編入により、同区江越町となる[3]。
- 1970年（昭和45年）10月21日 - 昭和区高辻町に編入され消滅[3]。